# MAC Cosmetics

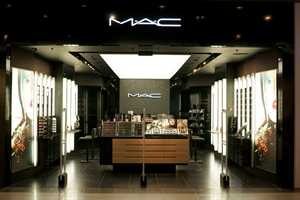
Магазин M.A.C

MAC Cosmetics — виробник косметики зі штаб-квартирою у Нью-Йорку. Є частиною Estée Lauder Companies.

## Історія бренду
MAC Cosmetics виник у 1984 році в Торонто. Ідея створення бренду виникла тоді, коли фотограф і візажист Френк Тоскан та власник салонів краси Френк Анджело влаштували мозковий штурм, намагаючись придумати концептуально нову лінію макіяжу. Справа в тому, що вони обидва були розчаровані відсутністю кольорів і відтінків продуктів для макіяжу, які б добре виглядали на фотознімках — так що їх мета полягала в розробці студійної лінії засобів для макіяжу, яка могла б задовольнити професійні потреби майстрів-візажистів, фотографів і видавців . Також їм допомагав хімік Вік Касале. Продукти компанії були спочатку призначені для професіональних візажистів, але в даний час продаються безпосередньо споживачам по всьому світу. 
Estée Lauder Companies придбала контрольний пакет акцій в MAC в 1996 році, компанія завершила операцію з придбання у 1998 році. Френк Тоскан продав свої акції. А Френк Анджело помер від зупинки серця під час операції в 1997 році у віці 49 років.

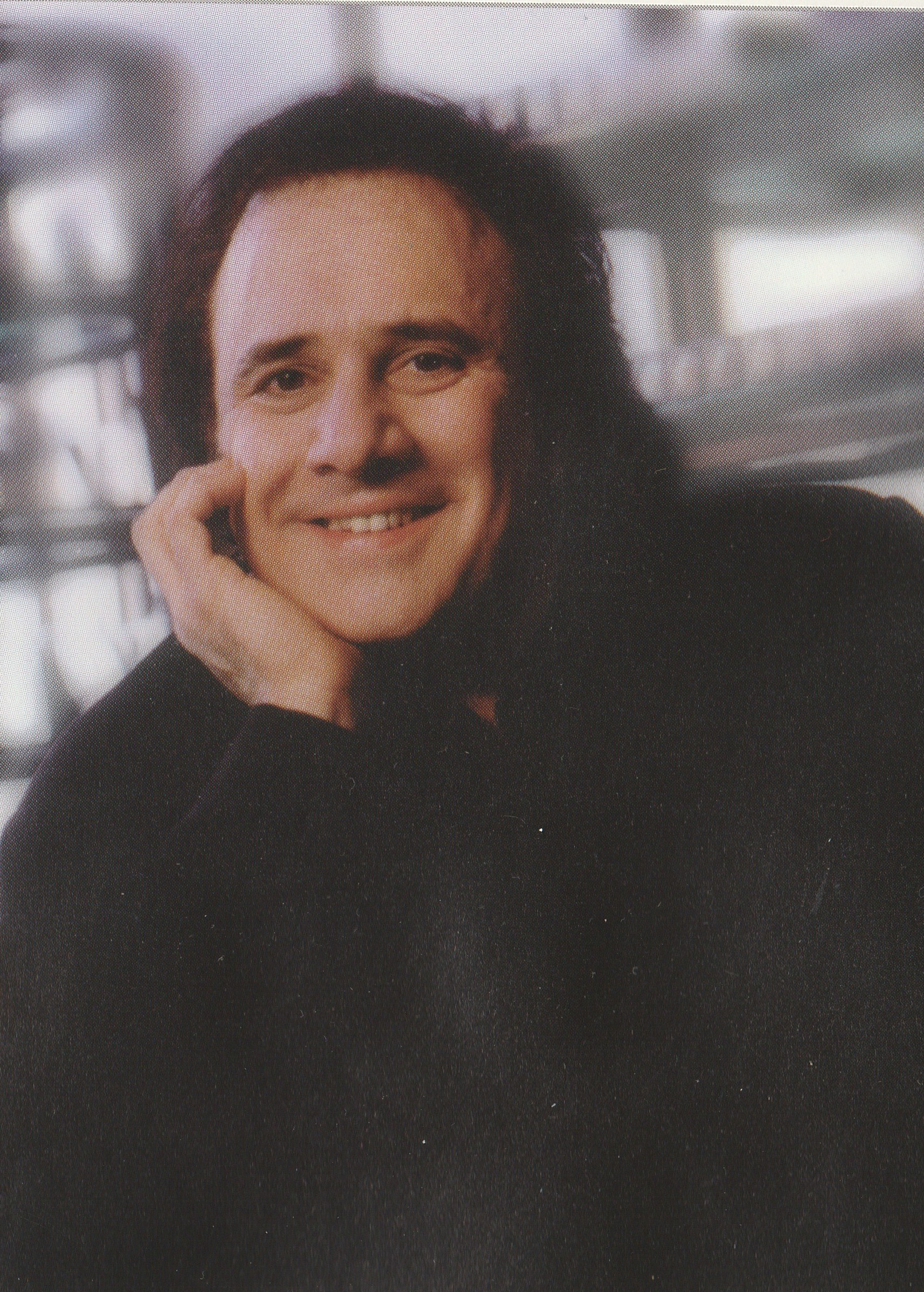
Один з засновників, Френк Анджело

З 90-х років, бренд мав понад сто магазинів по всьому світу, заробляючи 200 мільйонів франків. 
MAC Cosmetics є одним з трьох провідних світових брендів косметики, з річним оборотом понад $ 1 млрд, а також 500 незалежних магазинів, У всіх магазинах працюють професійні візажисти. 
У вересні 2016 року, MAC Cosmetics запустила колекцію «MAC Selena» у співпраці з Селеною Кінтанілья-Перес. У зв'язку з високим попитом на цю колекцію, MAC на початку січня 2017 року поповнив дану серію.
У травні 2018 французький ритейлер Sephora Canada оголосив, що буде продавати косметику MAC Cosmetics онлайн і у своїх торгових точках.

## Продукти MAC
- База
- Губна помада
- Туш для вій
- Ґрунтівка
- Тіні для повік
- Накладні вії
- Пудра
- Рум'янець
- Тональний крем
- Основа під макіяж
- Фіксуючий спрей
- Хайлайтер
- Контур
- Бронзер
- Пензлі для макіяжу
- Очищувач для пензлів
- Палетки